# IAI Heron TP
Die Heron TP, bei den israelischen Luftstreitkräften Eitan (hebräisch für stark, standhaft) genannt, ist eine militärische Drohne der MALE-Klasse, die von Israel Aerospace Industries (IAI) hergestellt wird. Neben der Aufklärung als Hauptrolle kann sie auch bewaffnet für Luft-Boden-Angriffe eingesetzt werden. Die Heron TP wurde aus der Aufklärungsdrohne Heron 1 entwickelt, ist aufgrund der größeren Abmessungen aber ein komplett eigenständiges Drohnenmodell.

## Entwicklung
Im Juni 2007 gelangten erste Videos einer weiterentwickelten und vergrößerten Heron-Version mit dem Namen Heron TP an die Öffentlichkeit, die von den israelischen Streitkräften Eitan genannt wird. Der Erstflug soll am 15. Juli 2006 in Israel erfolgt sein. Am 21. Februar 2010 wurde die erste Maschine von den Israelischen Luftstreitkräften in Dienst gestellt.

## Konstruktion und Technik
Wie die Heron 1 ist die Heron TP ein Schulterdecker mit langer Streckung und fehlender Pfeilung, mit Doppelleitwerksträger und Schubpropeller in Pusher-Konfiguration. Mit 26 m Spannweite, 14 m Länge, bis zu 5670 kg Abflugmasse und 2700 kg Nutzlast ist sie jedoch deutlich größer als die Heron 1 und wird auch nicht wie diese von einem Kolbenmotor, sondern von einem 883 kW (1200 PS) starken Turboprop-Triebwerk Pratt & Whitney Canada PT6 angetrieben. Daher stammt auch der Namenszusatz TP (für Turboprop).
Die maximale Flugzeit wird vom Hersteller mit über 30 Stunden angegeben. Die Drohne ist allwetterflugfähig.

## Nutzlast
In die Heron TP kann aufgrund der hohen möglichen Zuladung eine Vielzahl von Sensoren integriert werden. Dazu zählen elektro-optische Sensoreinheiten mit Kameras für das sichtbare Lichtspektrum und Wärmebild, Laserentfernungsmesser/Lasermarkierer, Synthetic Aperture Radar, Seeüberwachungsradar sowie Sensorik für Fernmelde- und Elektronische Aufklärung und Elektronischen Kampf.
Die Möglichkeiten zur Bewaffnung der Heron TP werden grundsätzlich geheim gehalten. Bekannt wurde die Bewaffnungsoption der Drohnen mit der Luft-Boden-Rakete  Whip Shot des israelischen Herstellers IMI. Dabei handelt es sich um einen vergleichsweise günstigen Lenkflugkörper mit 15 Kilogramm Gewicht, bei dem nach dem Abschuss u. a. noch der Angriff abgebrochen sowie der Explosionsradius skaliert werden kann. Auch andere Bewaffnungsmöglichkeiten sind jedoch denkbar.

## Nutzer

### Israel
Im Februar 2010 stellten die Israelischen Luftstreitkräfte die erste Eitan in Dienst. Dort waren 2018 etwa 10 bis 15 Maschinen im Einsatz. Am 29. Januar 2012 stürzte nahe einem Stützpunkt südlich von Tel Aviv eine Eitan ab. Grund hierfür war der Abbruch eines Flügels während des Fluges.

### Deutschland

#### Beschaffungsentscheidung

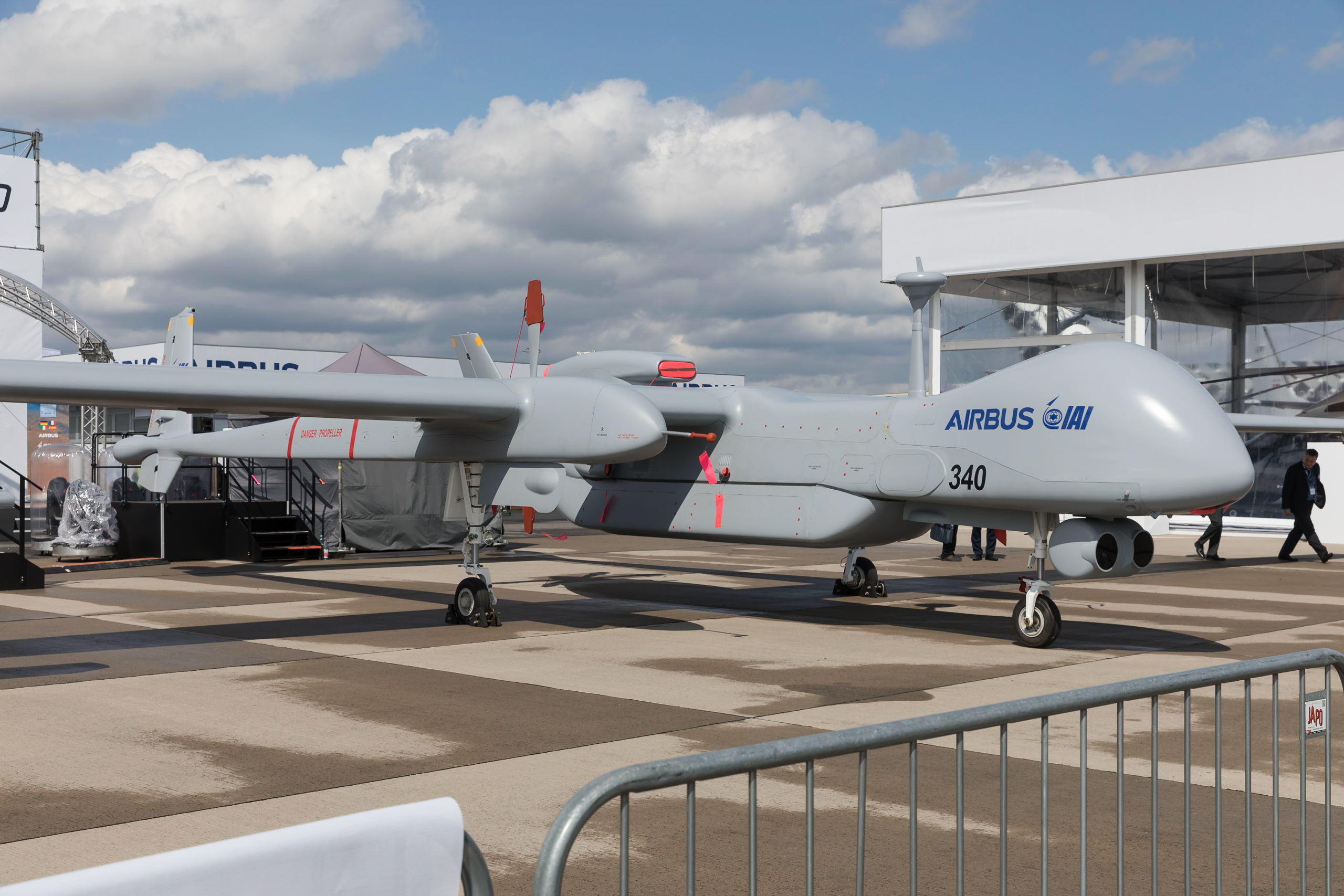
IAI Heron TP in der gemeinsam mit Airbus vertriebenen Version auf der ILA 2018

2016 wurde bekannt, dass die Bundeswehr bis zur Bereitstellung einer eigenen europäischen Drohne zur Überbrückung Heron-TP-Drohnen beschaffen will. Zu dem Zeitpunkt war bereits das Vorgängermodell Heron 1 bei der deutschen Luftwaffe im Einsatz. Der amerikanische Konkurrent der israelischen Drohne, General Atomics, der unter anderem die Drohnen MQ-1 Predator und MQ-9 Reaper produziert, hatte gegen diese Entscheidung pro Heron TP Beschwerde eingelegt, deren aufschiebende Wirkung im September 2016 zunächst durch das Oberlandesgericht Düsseldorf bestätigt wurde, sodass der Vertrag zwischen der Bundeswehr und IAI/Airbus nicht in Kraft treten konnte. Im Mai 2017 wies das Oberlandesgericht Düsseldorf die Beschwerde von General Atomics ab und erlaubte die Anschaffung der Heron-TP-Drohnen.
Die Bewaffnungsoptionen sollen dabei ausschlaggebend für die Entscheidung zur Beschaffung der Heron TP und gegen die Konkurrenzmodelle gewesen sein.
Zwischenzeitlich hatte die SPD gegen die vom Verteidigungsministerium geplante Anmietung neue Vorbehalte anmeldet; die Anschaffung sei nicht ausreichend diskutiert worden und die Kriegsführung durch Drohnen sei mit zu hohen zivilen Begleitschäden verbunden.
Am 13. Juni 2018 beschloss der Haushaltsausschuss des Deutschen Bundestages die Anmietung von fünf IAI Heron TP, die von Airbus gewartet werden. Die Anmietung läuft bis 2027 und wird mindestens 900 Millionen Euro kosten. Die Maschinen werden zunächst als Aufklärungsdrohnen eingesetzt, sie haben aber die Option bewaffnet und als Kampfdrohnen eingesetzt zu werden. Die Spezifikationen der deutschen Heron TP weichen von der Grundversion Eitan der israelischen Streitkräfte ab. Die deutsche Version beinhaltet u. a. verbesserte Sensorik und wird German Heron TP (Abk. G-Heron TP bzw. GHTP) genannt.
Im Juni 2025 wurde über das konkrete Interesse der deutschen Luftwaffe berichtet, drei Heron TP mit spezieller SIGINT-Ausstattung von der israelischen Regierung zu kaufen. Außerdem wird demnach erwogen, eine Vertragsoption zu nutzen, um die fünf bisher gemieteten Drohnen ebenfalls aufzukaufen.
Neben der Aufklärungs- und Kampfversion für Einsätze über Land wird die Heron TP in einer Version mit maritimem Überwachungsradar auch als Kandidat für die zeitnahe Beschaffung einer Seeaufklärungs- und U-Jagd-Drohne der Marineflieger gehandelt. Im Auswahlprozess tritt die Heron TP gegen die General Atomics MQ-9B SeaGuardian an, eine Marineversion der MQ-9 Reaper.

#### Entwicklungen 2019–2023

Verbandsabzeichen der israelisch-deutschen Heron-TP-Ausbildungsstaffel Red Baron

Anfang 2019 begann die Ausbildung deutscher Luftwaffenpiloten an der Heron TP. Dazu wurde eine gemeinsame Ausbildungsmission mit den israelischen Luftstreitkräften gegründet, die Ausbildung findet auf der Luftwaffenbasis Tel Nof statt.
Anfang April 2022, sechs Wochen nach dem Beginn der russischen Invasion in der Ukraine, stimmte nach dem Verteidigungsausschuss auch der Haushaltsausschuss des Bundestags der Anschaffung von 140 Raketensätzen zur Bewaffnung von Heron-TP-Drohnen zu. Bei den Luft-Boden-Raketen soll es sich um den oben genannten Lenkflugkörper Whip Shot handeln.
Die deutsche Musterzulassung für den Betrieb in einem spezifischen, separierten Luftraum erfolgte am 8. Dezember des gleichen Jahres.
Nach dem Terrorangriff der Hamas auf Israel 2023 stellte Deutschland Israel zwei seiner fünf geleasten, in Tel Nof stationierten Heron TP für den Abwehrkampf zur Verfügung. Die gemeinsame Ausbildungsmission wurde aufgrund der Kämpfe pausiert. Der theoretische Teil der Ausbildung am Flugsimulator wurde in der Folge nach Deutschland verlegt.
In einer Kleinen Anfrage im deutschen Bundestag fragte die Gruppe BSW die Bundesregierung im August 2024 unter anderem, welche Erkenntnisse sie darüber habe, ob die israelischen Streitkräfte die zur Verfügung gestellten Drohnen auch bewaffnet einsetzen können und ob in dem Zusammenhang das Risiko bestehe, dass sie ggf. gegen die Zivilbevölkerung in Gaza eingesetzt werden. Die Antwort darauf stufte die Bundesregierung unter Berufung auf das Staatswohl Deutschlands als Verschlusssache-Nur für den Dienstgebrauch (VS-NfD) ein.
Laut Bundesministerium der Verteidigung wurde die Heron TP vor allem für Einsätze im Rahmen des Internationalen Krisenmanagements (IKM) beschafft. Mit dem Wegfall des Afghanistan-Einsatzes 2021 bzw. von MINUSMA 2023 endeten zwei große Auslandseinsätze der Bundeswehr, auf die dieses Einsatzprofil zutraf. Stattdessen verschob sich der Fokus der Bundeswehr mit dem russischen Überfall auf die Ukraine 2022 hin zur Landes- und Bündnisverteidigung. Deshalb sollen auch die Heron TP auf diesen Einsatzzweck ausgerichtet werden, obwohl sie dafür nur bedingt geeignet seien. Im November 2023 genehmigte der Haushaltsausschuss des Bundestages die Finanzierung eines zunächst sechsmonatigen Demonstrationsbetriebs der Heron TP in Deutschland. Stationiert werden die weiterhin nur geleasten Drohnen beim Taktischen Luftwaffengeschwader 51 „Immelmann“ auf dem Fliegerhorst Schleswig.

#### Indienststellung und Einsatz
Anfang Mai 2024 erhielt die Heron TP auch die Verkehrszulassung durch das Luftfahrtamt der Bundeswehr, womit die Drohne am internationalen Luftverkehr teilnehmen darf. Der Erstflug einer in Einzelteilen aus Israel gelieferten Heron TP über Schleswig-Holstein fand am 8. Mai 2024 statt. Der Flug trug das Rufzeichen Skynet. Am 15. Mai wurde das Waffensystem offiziell bei der Luftwaffe in Dienst gestellt. Während des sechsmonatigen Demonstrationsbetriebs wurde die Heron TP ausschließlich unbewaffnet geflogen. Im Dezember 2024 übermittelte das Bundesverteidigungsministerium dem Bundestag erstmals die Einsatzgrundsätze für bewaffnete Drohnen der Bundeswehr, was eine Voraussetzung war, um sie bewaffnet einsetzen zu können. Es gebe jedoch neben den Einsatzgrundsätzen noch weitere Voraussetzungen, die für einen bewaffneten Einsatz erfüllt werden müssten. Diese sollen bis Mitte 2025 erfüllt sein.
Anfang April 2025 teilte die Bundeswehr mit, Heron TP im Rahmen der NATO-Operation Baltic Sentry für Überwachungsaufgaben über der Ostsee einzusetzen, um die unter Wasser befindliche Kritische Infrastruktur vor Sabotage zu schützen.
Im April 2025 wurde der praktische Teil der Ausbildung an dem Drohnensystem im Rahmen der Mission Red Baron wiederaufgenommen. Durch die anderthalbjährige Unterbrechung hat sich bei der Luftwaffe ein Ausbildungsrückstand aufgebaut.

### Indien
Die Streitkräfte Indiens nahmen 2022 die ersten beiden von vier bestellten Heron TP in Betrieb. Indien erwarb die Drohnen zum Einsatz in der Provinz Ladakh zur Sicherung der umstrittenen Grenze mit China. Ursprüngliche Planungen zur Bewaffnung der Heron TPs wurden zugunsten der Beschaffung von Loitering Munition und Drohnen des Modells MQ-9B Reaper verworfen.

## Technische Daten
| Kenngröße             | Eitan / Heron TP                 |
| --------------------- | -------------------------------- |
| Länge                 | 14 m                             |
| Spannweite            | 26 m                             |
| maximale Startmasse   | 5670 kg                          |
| Zuladung              | 2700 kg                          |
| Höchstgeschwindigkeit | 220 kn (407 km/h) TAS            |
| Maximale Flughöhe     | > 45.000 ft (13.700 m)           |
| Maximale Flugzeit     | > 30 h                           |
| Antriebsart           | 1 Turboprop mit 883 kW (1200 PS) |
| Antriebsmodell        | Pratt & Whitney Canada PT6       |